# Schizachyrium sericatum
Schizachyrium sericatum là một loài thực vật có hoa trong họ Hòa thảo. Loài này được (Swallen) Gould miêu tả khoa học đầu tiên năm 1967.